# Monts Hășmaș
Les monts Hășmaș (en roumain Munții Hășmaș et en hongrois Hagymás-hegység) sont un groupe montagneux des Carpates orientales situé dans le județ de Harghita, dans le Pays sicule en Roumanie, dont le sommet le plus élevé, le Grand Hășmaș (Hășmașul Mare ou Nagy-Hagymás), culmine à une altitude de 1 792 mètres. De nombreuses rivières importantes de Roumanie prennent leur source dans les Hășmaș, dont l'Olt, le Mureș et le Bicaz.

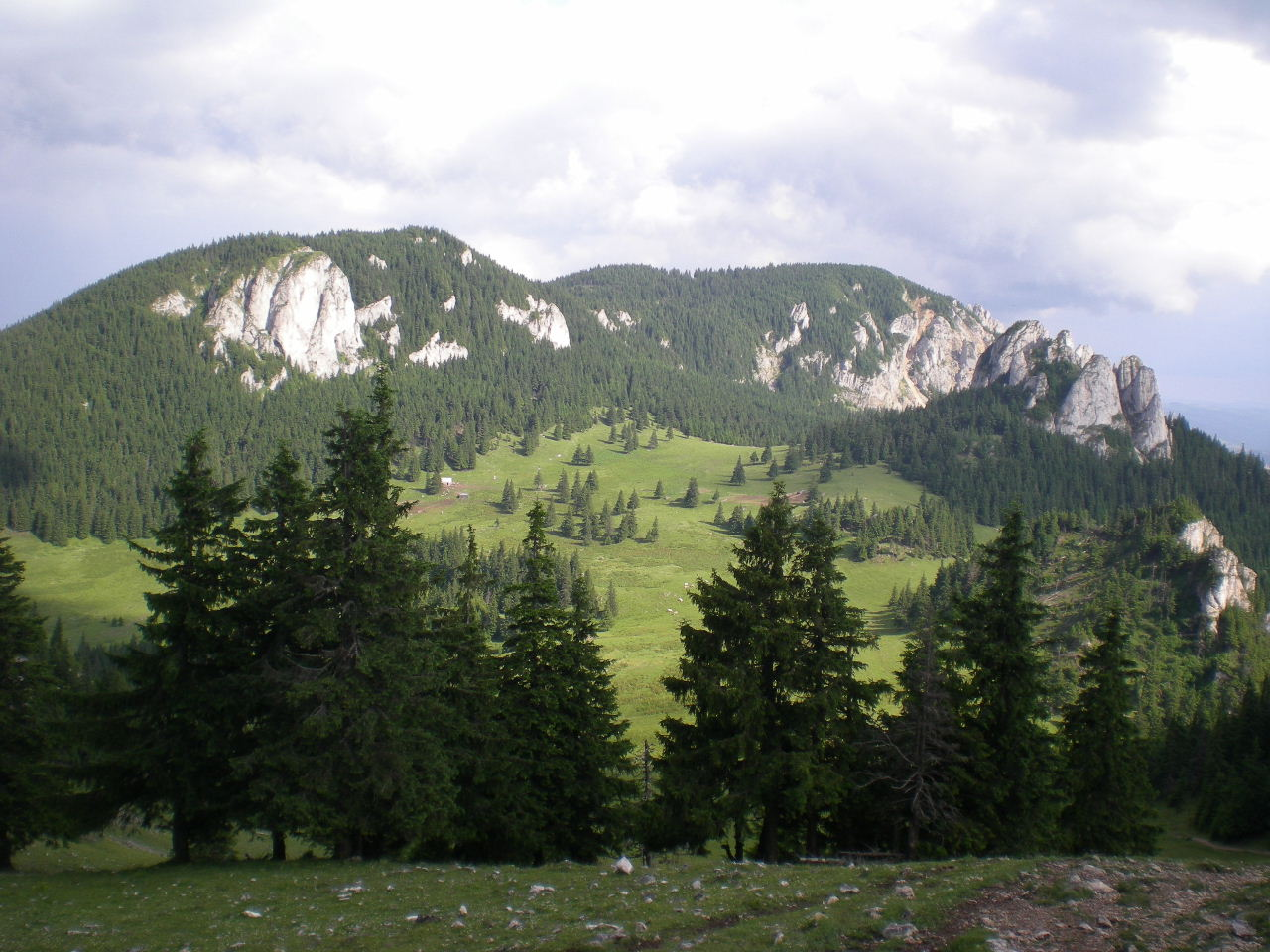
Le Petit Hășmaș et la Pierre solitaire (à droite), vus des pentes du Grand Hășmaș